# Teoria di Goldberg
Richard J. Goldberg descrisse matematicamente per la prima volta nel 1952 la reazione antigene-anticorpo che prese inizialmente nome da lui come teoria di Golberg (Goldberg's theory).
Goldberg lavorava nell'Università del Wisconsin; dove predisse che la reazione era governata da fattori statistici, e i risultati sperimentali che forniva erano mostrati in forma grafica. Egli aveva sviluppato una teoria generale per descrivere l'associazione tra un antigene f-valent con un anticorpo bivalente o monovalente.
Questa teoria di Goldberg è un tentativo di applicare alle reazioni antigene-anticorpo le idee sviluppate da Paul Flory (I936, I941) e Walter H. Stockmayer (I943) in relazione allo studio della polimerizzazione a catena ramificata.
La teoria di Goldberg prevedeva che l'antigene e l'anticorpo siano immunochimicamente omogenei e che non si verifichino reazioni intra-aggregate che producano complessi ciclici; essendo tutti i legami antigene-anticorpo equivalenti. La teoria fornisce una procedura numerica per il calcolo delle costanti di equilibrio e la costante di velocità delle reazioni antigene-anticorpo e dovrebbe essere utile per il calcolo del comportamento dei sistemi modello.
La teoria di Goldberg è stata un tentativo di applicare idee suggerite dalla teoria dei processi di polimerizzazione a catena ramificata per reazioni Ag-Ab in vitro, idee derivate dalla teoria della gelificazione di Flory-Stockmayer che è stata la prima teoria a indagare i processi di percolazione

immagine generale di un'unità ramificata multifunzionale, che reagisce con monomeri bifunzionali con gruppi funzionali A e B per formare un polimero a gradini.

Successivamente Michael T. Palmiter e Frederick Aladjem (1962) dell'University of Southern California, Los Angeles modificarono la teoria tenendo conto della eterogeneità nella specificità dei siti di legame dell'antigene.

## Ipotesi
Goldberg immagina due ipotesi:
1. Che le reazioni intra-aggregate che producono strutture cicliche non si verificano in numero apprezzabile, vale a dire che quasi tutti gli aggregati sono costituiti da catene ramificate di Ag alternativo e molecole Ab, senza che nessuna catena formi una ciclizzazione completa.
2. Che qualsiasi sito che non ha reagito con una molecola Ag o Ab è reattivo come qualsiasi altro sito, indipendentemente dalle dimensioni o dalla forma dell'aggregato (se presente) a cui può trovarsi la molecola già allegata.

Nessun ulteriore presupposto, ad es. sulla natura delle forze di legame o sulle solubilità di aggregati, sono usati nella teoria di Goldberg per calcolare la distribuzione degli aggregati o a fare previsioni sulle precipitazioni. Inoltre, le ipotesi pongono limiti circa la possibile composizione dei singoli aggregati e anche sui possibili stati di massima aggregazione dell'intero sistema.

## Scopo
L'obiettivo originale della teoria era predire gli intervalli e la composizione del precipitato ottenuto dalla reazione Ab-Ag, partendo dalla conoscenza delle sole valenze delle molecole, obiettivo che non si può dire sia riuscito.